# Сан Джорджо Скарампи
Сан Джо̀рджо Скара̀мпи (на италиански: San Giorgio Scarampi; на пиемонтски: San Giors di' Scramp, Сан Джорс диъ Скърамп) е село и община в Северна Италия, провинция Асти, регион Пиемонт. Разположено е на 655 m надморска височина. Населението на общината е 123 души (към 2010 г.).